# Ellisia nyctelea
Ellisia nyctelea är en strävbladig växtart som beskrevs av Carl von Linné. Ellisia nyctelea ingår i släktet Ellisia och familjen strävbladiga växter. Inga underarter finns listade i Catalogue of Life.

## Bildgalleri

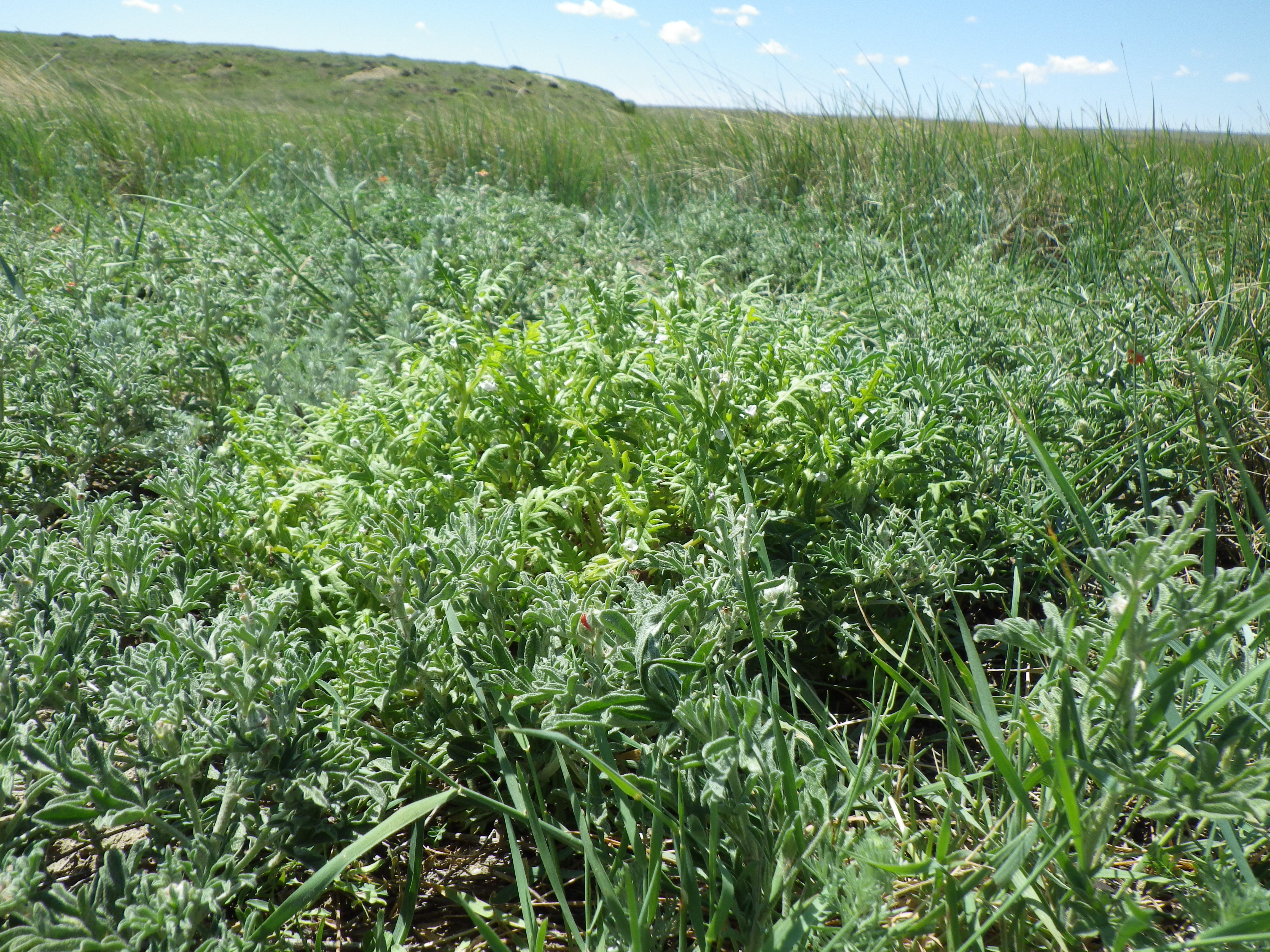
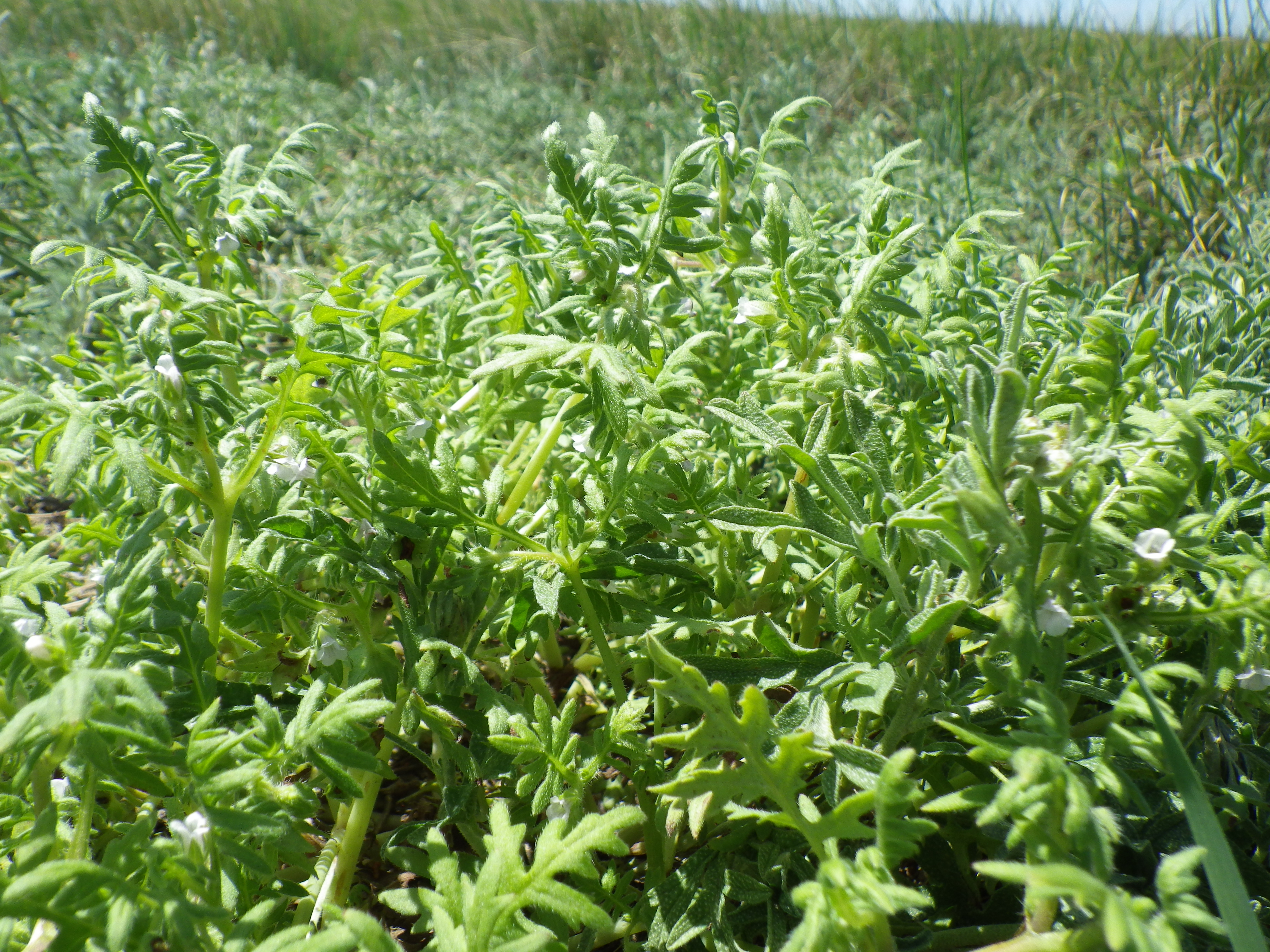
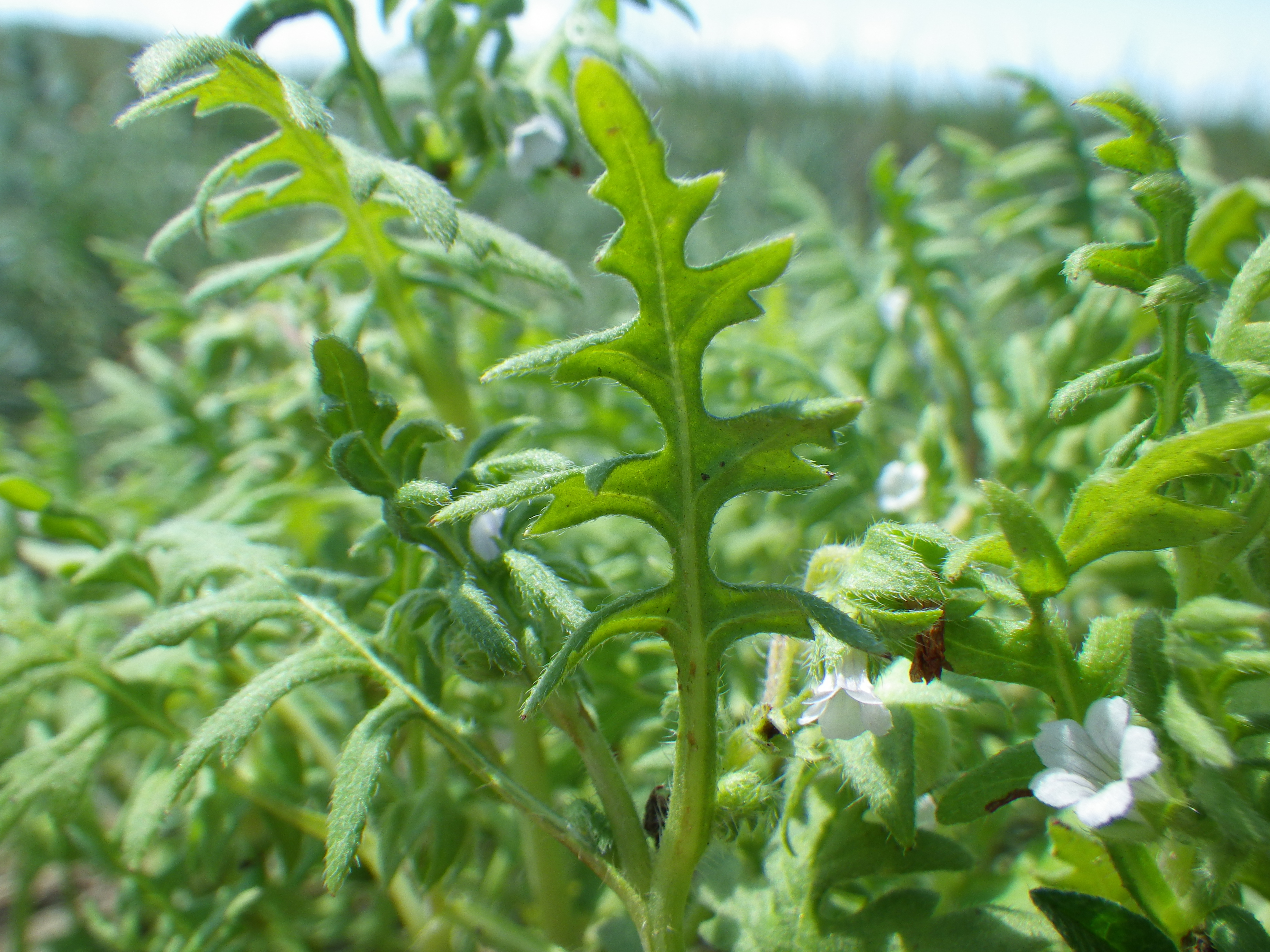
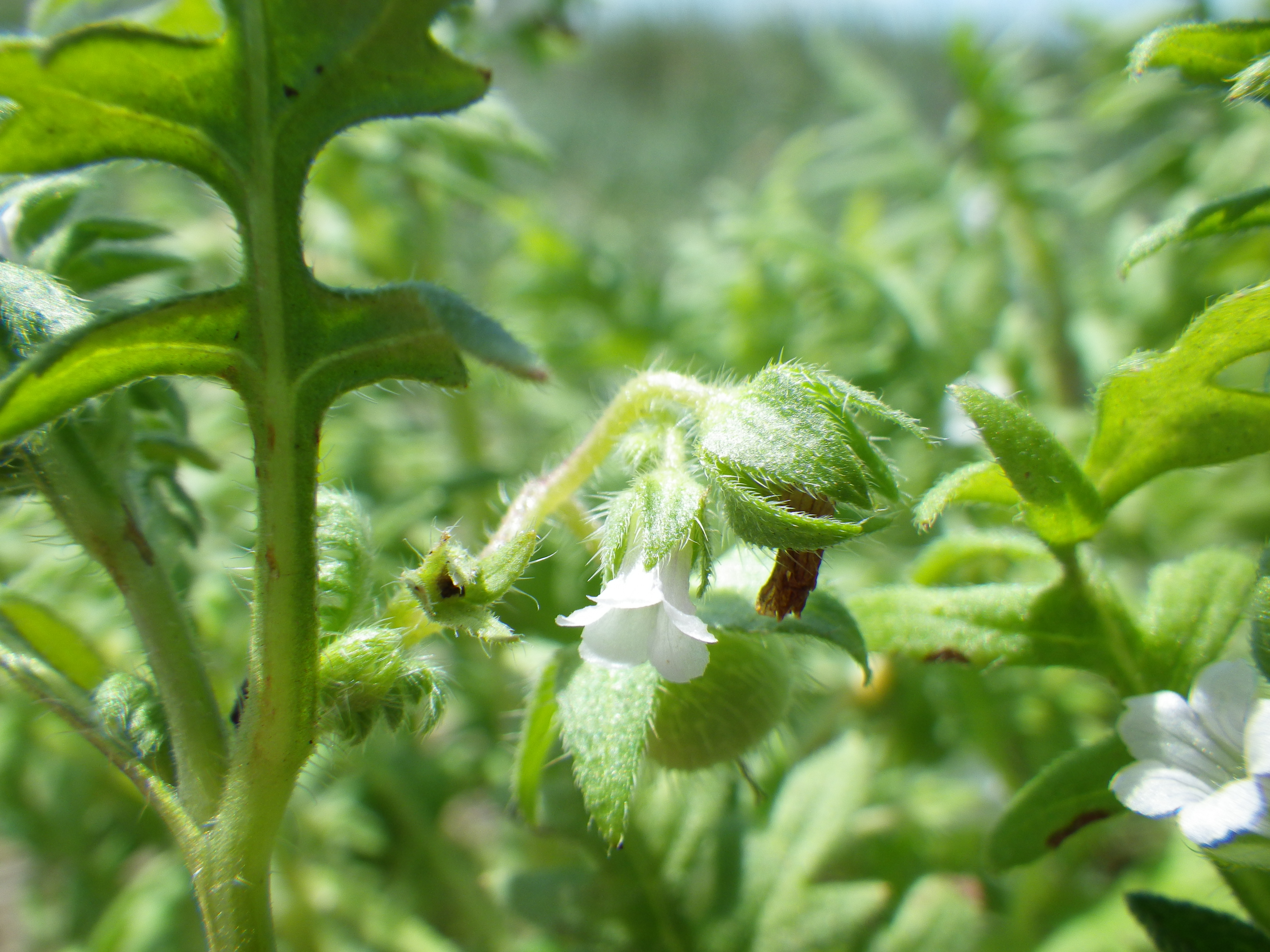
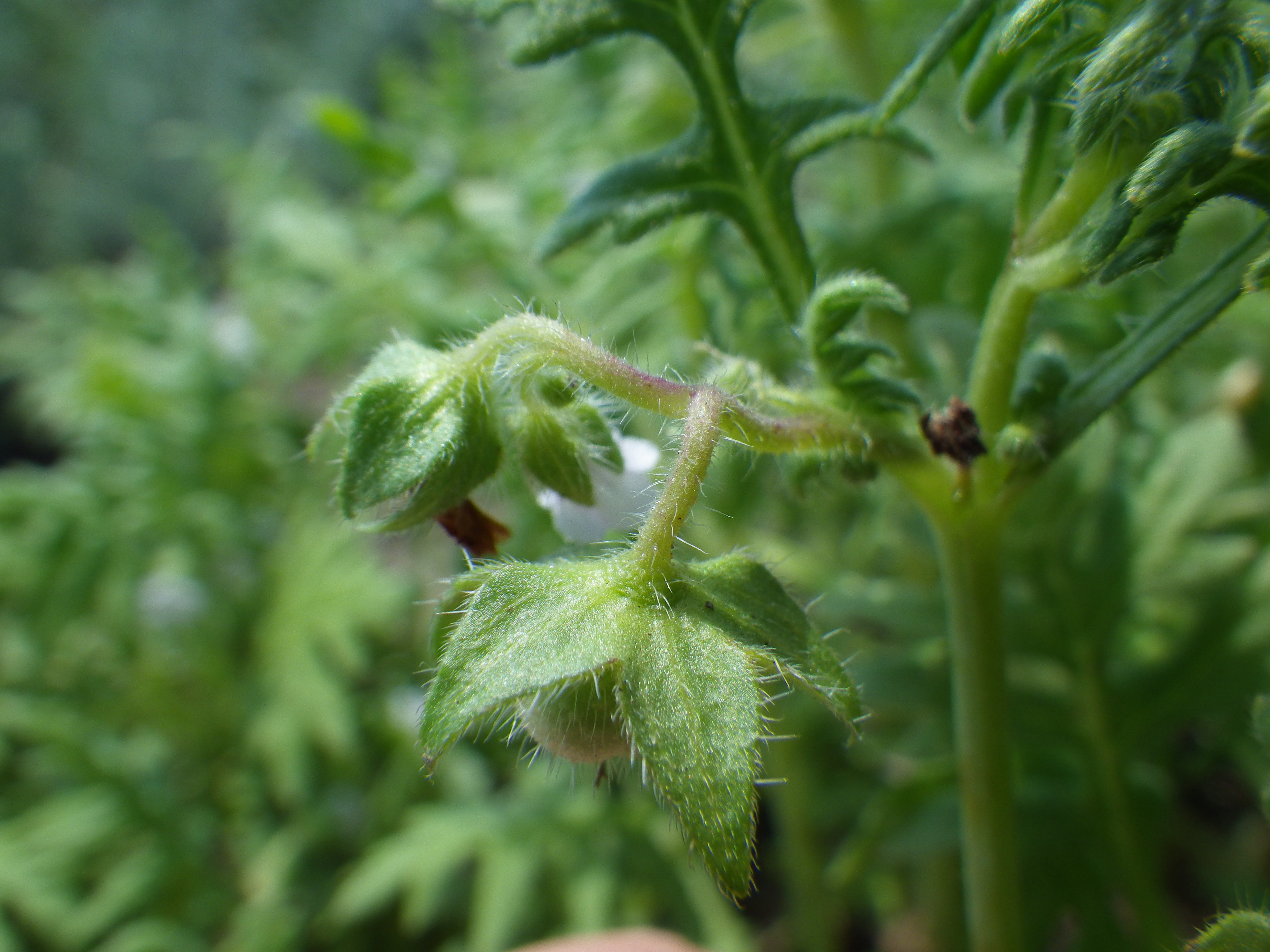
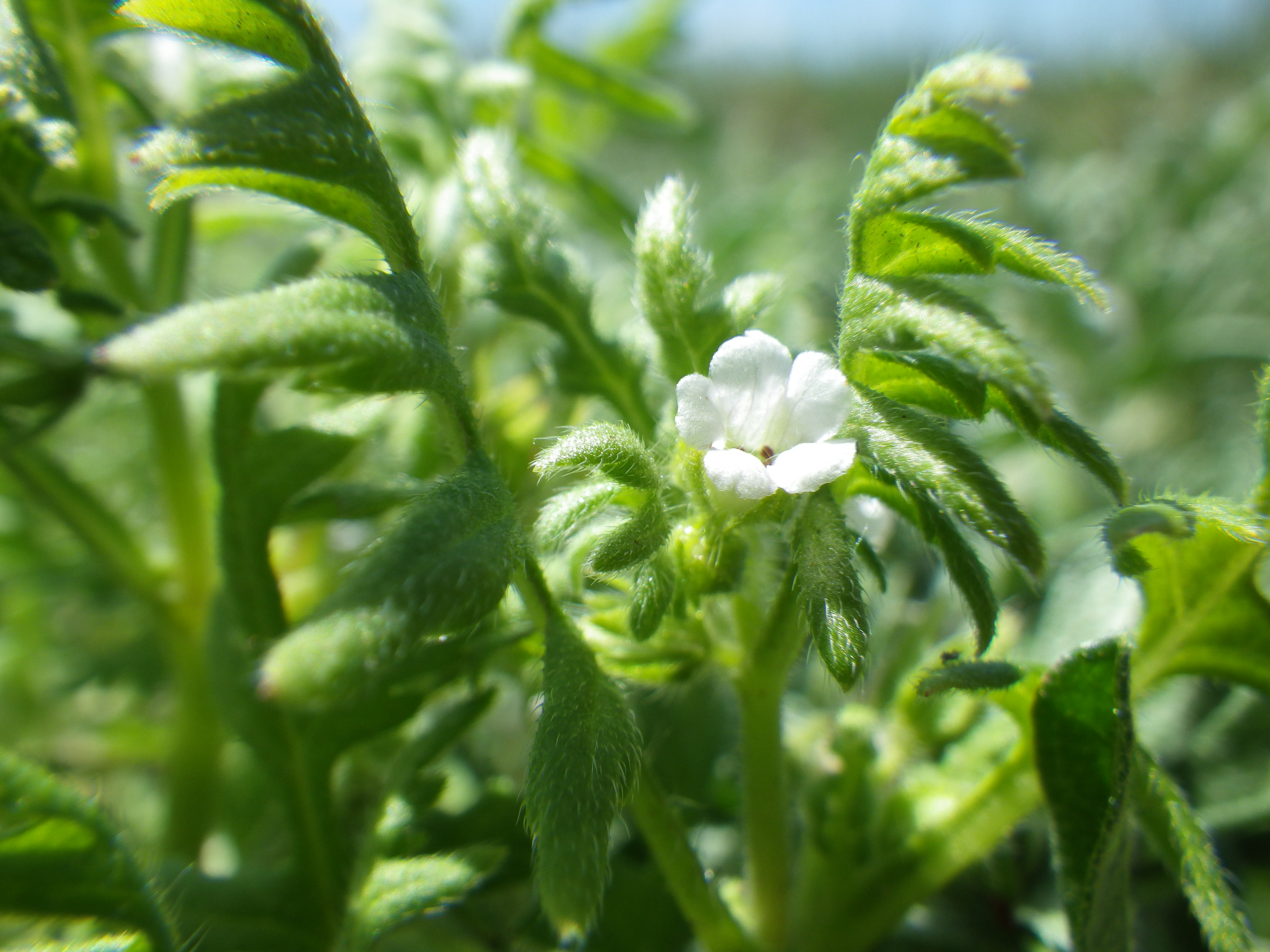